# رينيساس إلكترونيكس
رينيساس إلكترونيكس هي شركة يابانية مصنعة لمنتجات أشباه الموصلات، يقع مقرها في طوكيو، اليابان. سُجلت الشركة باسم رينيساس تيكنولوجيز في 2002، بعد دمج أقسام أشباه الموصلات في شركتي هيتاشي وميتسوبيشي، باستثناء قسم مسؤول عن إنتاج ذاكرات الوصول العشوائي الديناميكية، الذي استحوذت عليه إن إي سي في 2010، ما أدى لتغيير اسم الشركة وشعارها إلى ما هو عليه الآن.
بين 2000 و2010، كانت رينيساس واحدة من بين أكبر ست شركات لأشباه الموصلات في العالم. واعتبارًا من 2014، كانت أكبر مزود لمنتجات أشباه الموصلات لقطاع السيارات، وأكبر منتج للمتحكمات الدقيقة. للشركة حضور أيضًا في أسواق الدارات التناظرية ودارات الإشارة المختلطة والذاكرات ومنتجات النظام على رقاقة.

## التاريخ
بدأت رينيساس إلكترونيكس أعمالها في أبريل 2010، بعد اندماج رينيساس تيكنولوچيز وإن إي سي إلكترونيكس. تأسست إن إي سي إلكترونيكس في نوفمبر 2002 إثر فصل عمليات أشباه الموصلات في شركة إن إي سي باستثناء أعمال ذاكرة الوصول العشوائي الديناميكية، أما رينيساس تكنولوچيز فكان تأسيسها في 1 أبريل 2003، وكانت شركة محاصة بين هيتاشي ومتسوبيشي، بلغت نسبة ملكية كل منهما في الشركة 55% و45% على التوالي. أصبح قطاع ذاكرات الوصول العشوائي الديناميكية في الشركات الثلاث جزءًا من إلبيدا ميموري، التي أفلست في 2012 قبل أن تستحوذ عليها مايكرون تيكنولوچيز.
جرى التوصل لاتفاق مبدئي للاندماج في أبريل 2010 ما جعل الشركة الجديدة رابع أكبر شركة لأشباه الموصلات تبعًا للأرباح وذلك وفق لتقديرات آي سابلاي.
في ديسمبر 2010، أقيمت رينيساس موبايل كوربوريشن بدمج وحدة الوسائط المتعددة للهواتف القائمة في رينيساس مع وحدة أعمال المودم اللاسلكي التي استحوذت عليها رينيساس وكانت سابقًا جزءًا من نوكيا.
في فبراير 2024، أعلنت رينسانس التوصل لاتفاق لشراء شركة البرمجيات الاسترالية ألتيوم في صفقة قيمتها 5.9 مليار دولار أمريكي.